# 로베르토 볼레

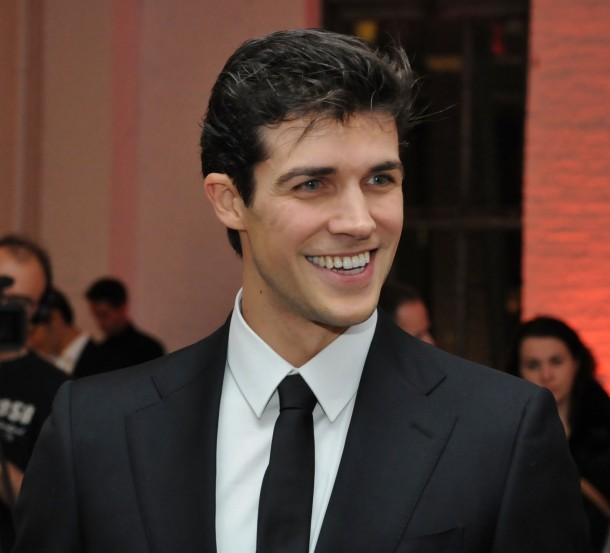
로베르트 볼레(2012년)

로베르토 볼레(이탈리아어: Roberto Bolle, 1975년 3월 26일 ~ )는 이탈리아의 발레 무용수이다.